# Dobličica
Dobličica este o arie protejată (arie specială de conservare — SAC, sit de importanță comunitară — SCI) din Slovenia întinsă pe o suprafață de 382,77 ha, integral pe uscat.

## Localizare
Centrul sitului Dobličica este situat la coordonatele 45°34′09″N 15°10′36″E / 45.5693°N 15.1766°E.

## Înființare
Situl Dobličica a fost declarat sit de importanță comunitară în aprilie 2004 pentru a proteja 9 specii de animale. Situl a fost protejat și ca arie specială de conservare în februarie 2012.

## Biodiversitate
Situată în ecoregiunea continentală, aria protejată conține 3 habitate naturale: Pajiști uscate seminaturale și facies de acoperire cu tufișuri pe substraturi calcaroase (Festuco-Brometalia) (* situri importante pentru orhidee), Fânețe de joasă altitudine (Alopecurus pratensis, Sanguisorba officinalis), Peșteri inaccesibile publicului.
La baza desemnării sitului se află mai multe specii protejate:
- amfibieni (1): proteu de peșteră (Proteus anguinus)
- mamifere (4): castor (Castor fiber), liliac cărămiziu (Myotis emarginatus), liliac comun (Myotis myotis), liliacul mare cu potcoavă (Rhinolophus ferrumequinum)
- nevertebrate (3): Austropotamobius torrentium, fluturele-tigru (Callimorpha quadripunctaria), Leptidea morsei
- reptile (1): țestoasa de baltă (Emys orbicularis)